# Isla Uzun
La isla Uzun (en turco: Uzunada o Uzun ada; literalmente, 'isla Larga') es una isla  de Turquía situada a la entrada del golfo de Esmirna, en la costa oeste de Turquía. Se encuentra entre la península de Karaburun, en la Turquía continental, en el oeste, y el distrito de Foça, en el este. Se extiende en una longitud de c. 9 km en dirección norte-sur, siendo la cuarta isla más grande de Turquía, y la tercera más grande turca en el mar Egeo. También es conocida por su nombre griego de Makronisi ("Isla larga") o Englezonisi ("isla de los ingleses"). Hacia el sur existen varios islotes más pequeños, incluyendo Yassica.
"Uzunada" es también el nombre de varios otros islotes más pequeños a lo largo de la costa turca del Egeo.